# Expoleste
A Mostra Empresarial do Leste Mineiro (conhecida como Expoleste) é uma feira profissional brasileira realizada na cidade de Governador Valadares, Minas Gerais. O evento é organizado pela Associação Comercial e Empresarial de Governador Valadares. O evento é realizado no centro de feiras da Univale.
A Expoleste é a maior mostra empresarial da região leste do estado de Minas Gerais.

## Edição de 2019
A edição de 2019, com a presença do governador do estado de Minas Gerais, Romeu Zema na abertura, contou com 150 estandes, em diversas áreas de negócios. A edição também contou com a Exponoivas, espaço dedicado a casamentos, e a Expocasa, espaço dedicado a arquitetura, design de interiores e paisagismo. Também teve feira gastronômica, feira de veículos leves e pesados, workshops, desfiles e estandes institucionais.
O Sicoob Crediriodoce, parceiro do evento, montou um espaço de negócios para 22 empresas associadas a cooperativa.